# Pranab Mukherjee
Pranab Kumar Mukherjee, född 11 december 1935 i Mirati i Västbengalen, död 31 augusti 2020 i New Delhi, var en indisk politiker som representerade Kongresspartiet. Han var Indiens president mellan 25 juli 2012 och 25 juli 2017 då han efterträddes av Ram Nath Kovind.

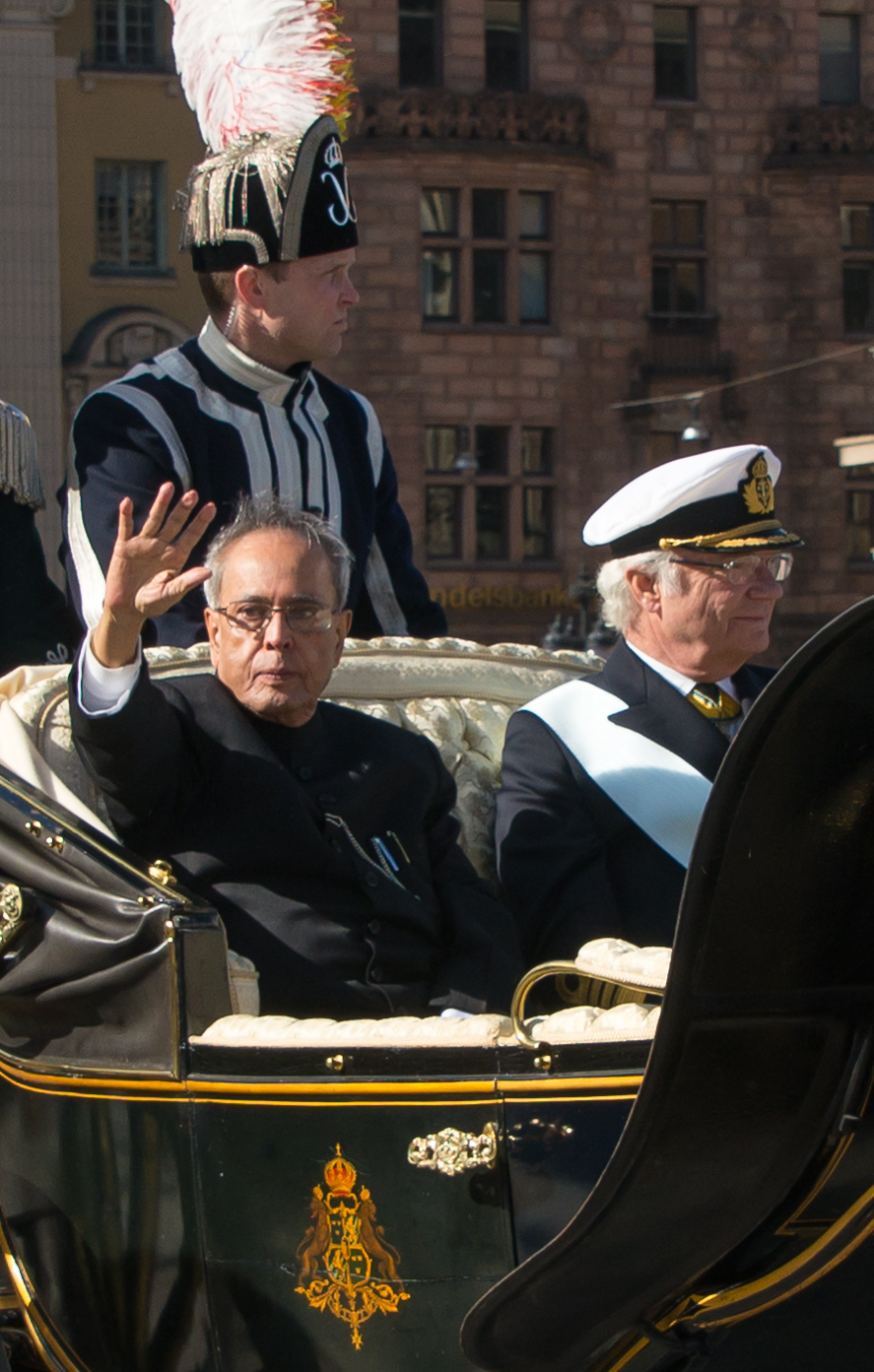
Pranab Kumar Mukherjee på statsbesök i Sverige 2015. Till höger kung Carl XVI Gustaf.

## Biografi
Mukherjee har innehaft en rad ministerposter sedan 1982, bland annat finansminister 1982-1984 och 2009-2012, försvarsminister 2004-2006 och utrikesminister 1995-1996 samt 2006-2009.
Han avled den 31 augusti 2020 i sviterna av covid-19.

## Källa